# Genocidemonument (Almelo)

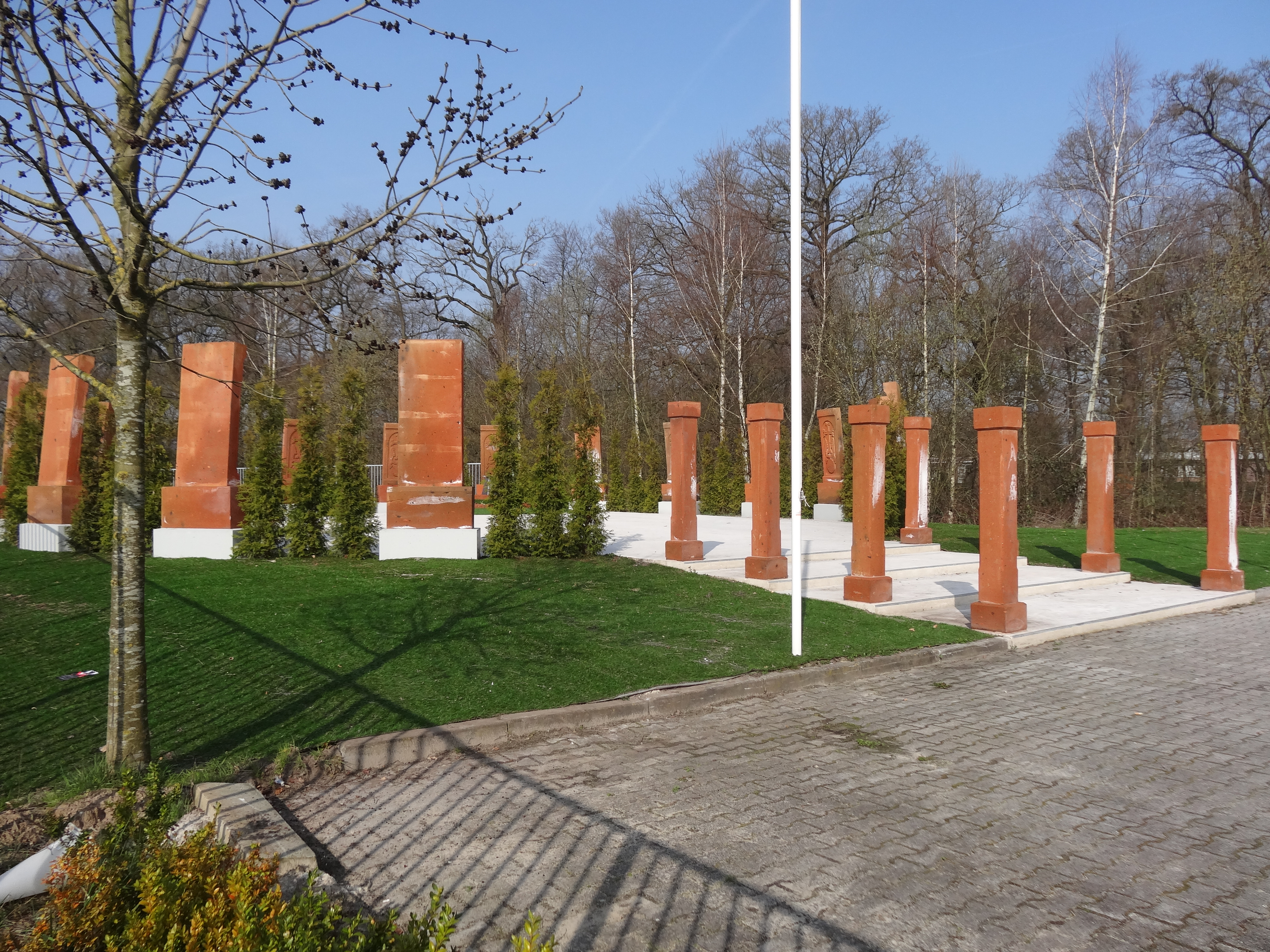
Het monument

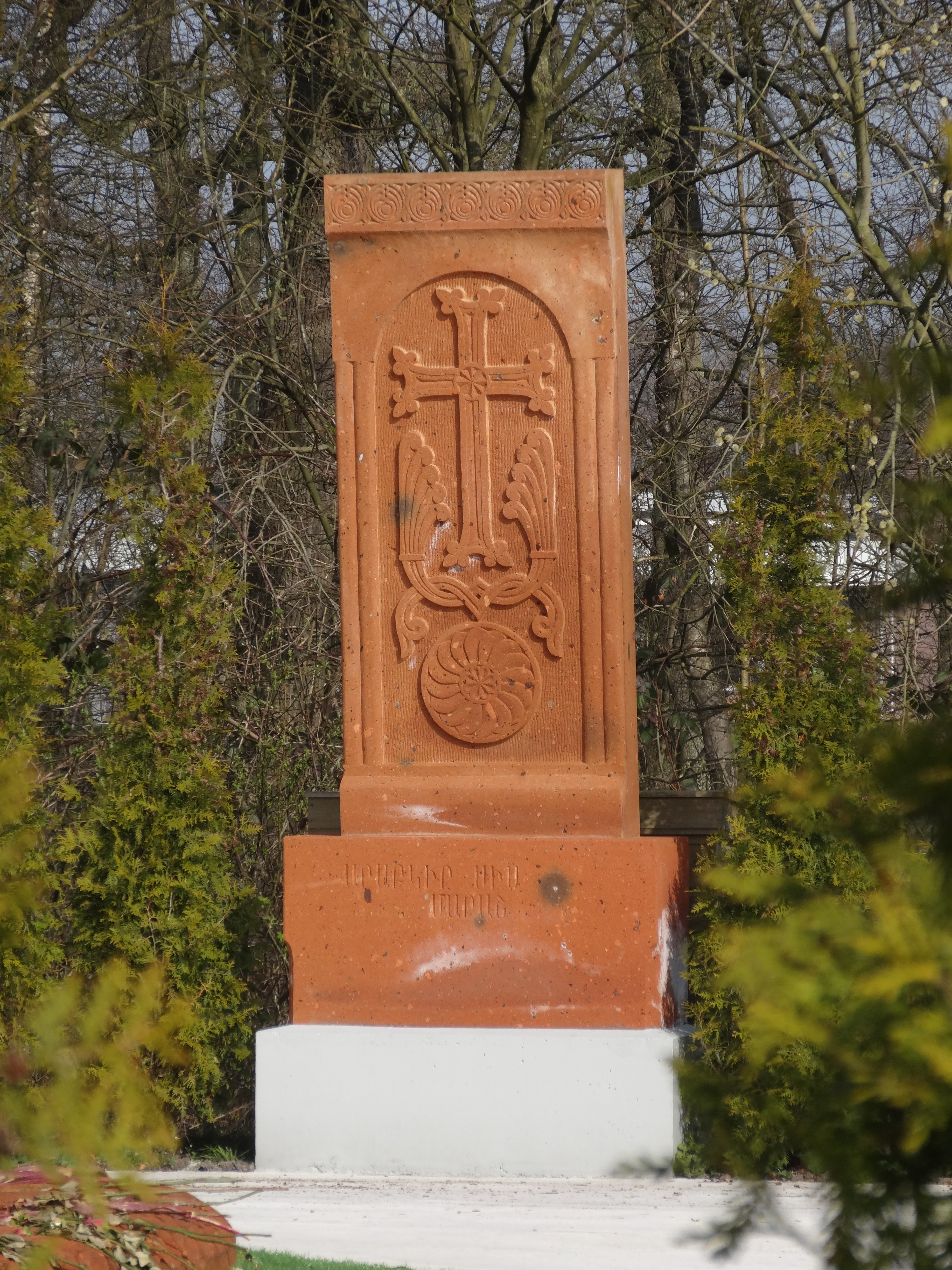
Detailopname

Het Genocidemonument in Almelo is een monument ter gedachtenis aan de Armeense Genocide van 1915 t/m 1917 in het voormalige Ottomaanse Rijk. Het monument is opgericht op 24 april 2014 en wekte de woede van veel Turken, bij wie de genocide nog altijd wordt ontkend of gebagatelliseerd. Op 1 juni 2014 vond een massale demonstratie plaats waarbij circa 3000 tot 5000 Turken demonstreerden. De gemeente Almelo verklaarde echter dat het monument aan alle vergunningen voldeed. Diverse partijen stelden in de Tweede Kamer vragen over de kwestie en de betrokkenheid van de Turkse regering hierbij.
Elk jaar op 24 april (Herdenkingsdag Armeense Genocide) wordt er bij het monument een herdenkingstocht gehouden.